# 硬毛杜鹃
硬毛杜鹃（学名：Rhododendron hirtipes），为杜鹃花科杜鹃花属下的一个植物种。